# Mura (Eslovénia)

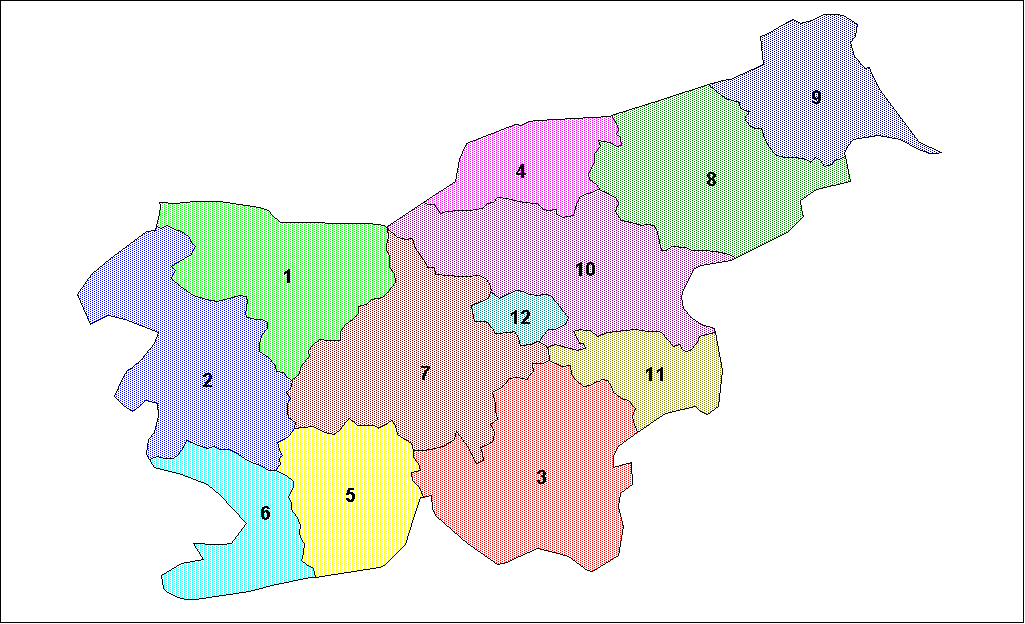
Pomurska (nº 9, em violeta, no leste), região estatística da Eslovénia

A região do Mura (em esloveno:  Pomurska regija) é uma das doze regiões estatísticas em que se subdivide a Eslovénia. Em finais de 2005, contava com uma população de 122 453 habitantes.
É composta pelos seguintes municípios:
- Apače
- Beltinci
- Cankova
- Črenšovci
- Dobrovnik
- Gornja Radgona
- Gornji Petrovci
- Grad
- Hodoš
- Kobilje
- Križevci
- Kuzma
- Lendava
- Ljutomer
- Moravske Toplice
- Odranci
- Puconci
- Radenci
- Razkrižje
- Rogašovci
- Šalovci
- Sobota do Mura (Murska Sobota)
- Sveti Jurij no Ščavnica (Sveti Jurij ob Ščavnici)
- Tišina
- Turnišče
- Velika Polana
- Veržej